# Krusjevo (distrikt i Bulgarien, Blagoevgrad)
Krusjevo (bulgariska: Крушево) är ett distrikt i Bulgarien.   Det ligger i kommunen Gărmen och regionen Blagoevgrad, i den sydvästra delen av landet, 130 km söder om huvudstaden Sofia.
I omgivningarna runt Krusjevo växer i huvudsak blandskog. Runt Krusjevo är det ganska glesbefolkat, med 38 invånare per kvadratkilometer.